# Franz Keller
Franz Keller (19 gennaio 1945) è un ex combinatista nordico tedesco.

## Palmarès

### Olimpiadi
- 1 medaglia:
  - 1 oro (Grenoble 1968 nell'individuale)

### Mondiali
- 1 medaglia:
  - 1 argento (Oslo 1966 nell'individuale)